# Przejście graniczne Rysy-Rysy
Przejście graniczne Rysy-Rysy – polsko-słowackie przejście graniczne na szlaku turystycznym położone w województwie małopolskim, w powiecie tatrzańskim, w gminie Bukowina Tatrzańska na Rysach, zlikwidowane w 2007.

## Opis
Przejście zostało utworzone 1 lipca 1999, w rejonie znaku granicznego nr II/210. Obsługiwało wyłącznie pieszych. Przekraczanie granicy dozwolone było w okresie od 1 lipca do 30 września w godzinach od 7.00–19.00. Od 13 kwietnia 2005 roku przekraczać można było granicę od 16 czerwca do 31 października w godzinach 7.00–19.00. Odprawę graniczną i celną wykonywały organy Straży Granicznej. Doraźnie kontrolę graniczną osób i towarów wykonywała kolejno: Strażnica Straży Granicznej na Łysej Polanie, Graniczna Placówka Kontrolna Straży Granicznej na Łysej Polanie, Placówka Straży Granicznej na Łysej Polanie.
21 grudnia 2007 na mocy układu z Schengen przejście graniczne zostało zlikwidowane. 
Układ ten pozwalał na przekraczanie granicy w tym miejscu przez cały rok o dowolnej porze dnia. Ograniczenie stanowią przepisy polskiego TPN, które zabraniają poruszania się latem po obszarach parku po zmroku, oraz przepisy słowackiego Tatrzańskiego Parku Narodowego, według których w okresie od 1 listopada do 15 czerwca zamykany jest słowacki szlak z Rysów.
Do przekraczania granicy państwowej z Republiką Słowacką na szlakach turystycznych uprawnieni byli obywatele następujących państw:

1. Księstwo Andory
2. Republika Austrii
3. Królestwo Belgii
4. Republika Czeska
5. Republika Grecji
6. Królestwo Danii
7. Republika Estonii
8. Republika Finlandii
9. Republika Francuska
10. Królestwo Hiszpanii
11. Królestwo Niderlandów
12. Państwo Izrael
13. Japonia
14. Republika Irlandii
15. Republika Islandii
16. Kanada
17. Księstwo Liechtensteinu
18. Wielkie Księstwo Luksemburga
19. Republika Litewska
20. Republika Łotewska
21. Księstwo Monako
22. Republika Federalna Niemiec
23. Królestwo Norwegii
24. Republika Portugalska
25. San Marino
26. Republika Słowenii
27. Stany Zjednoczone Ameryki Północnej
28. Konfederacja Szwajcarska
29. Królestwo Szwecji
30. Republika Węgierska
31. Zjednoczone Królestwo Wielkiej Brytanii i Irlandii Północnej
32. Watykan
33. Republika Włoska
34. Republika Cypryjska[6]
35. Republika Malty[6].

## Galeria

Przejście graniczne Rysy-Rysy
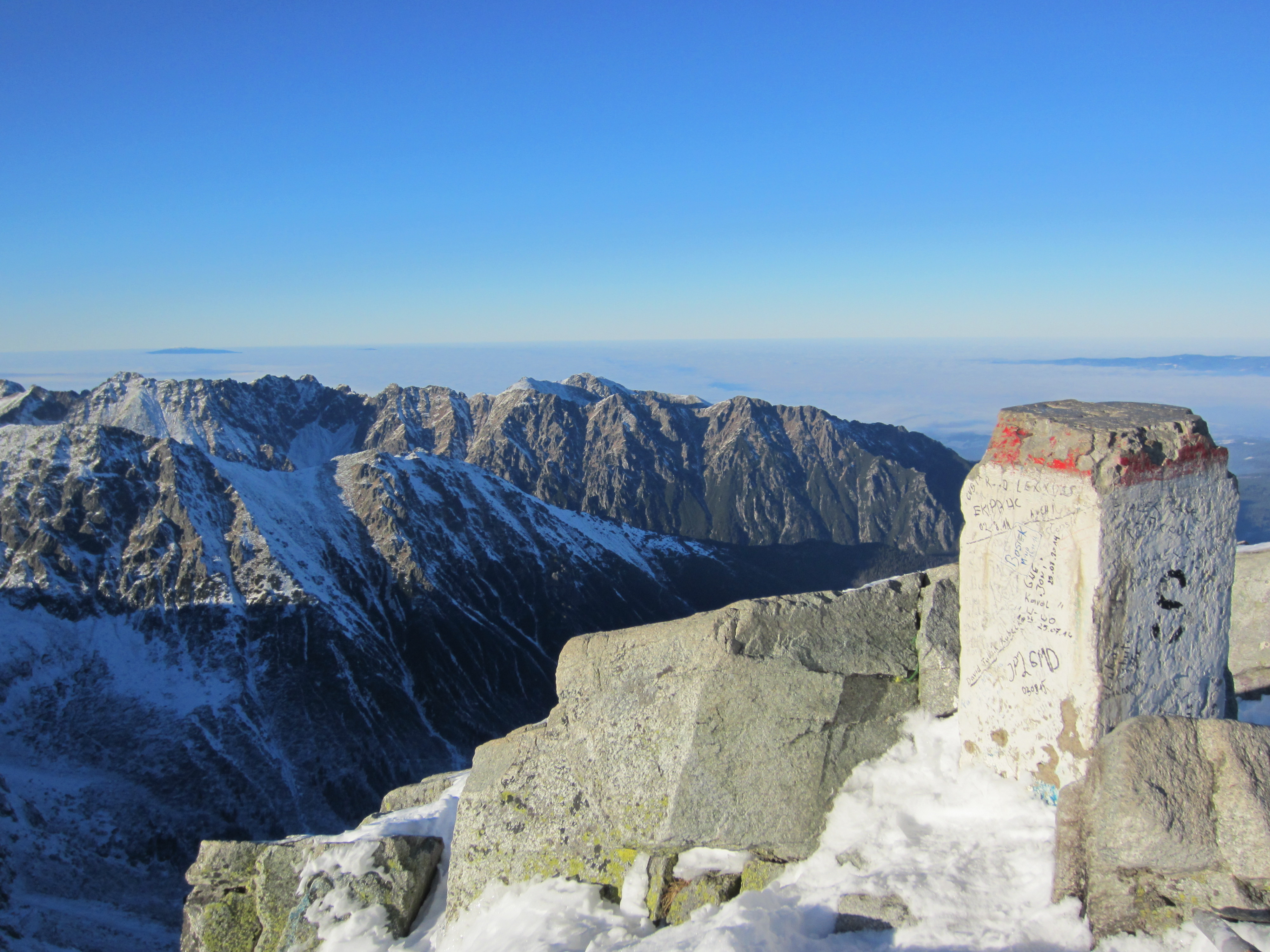
Znak graniczny na szczycie Rysów (listopad 2014)
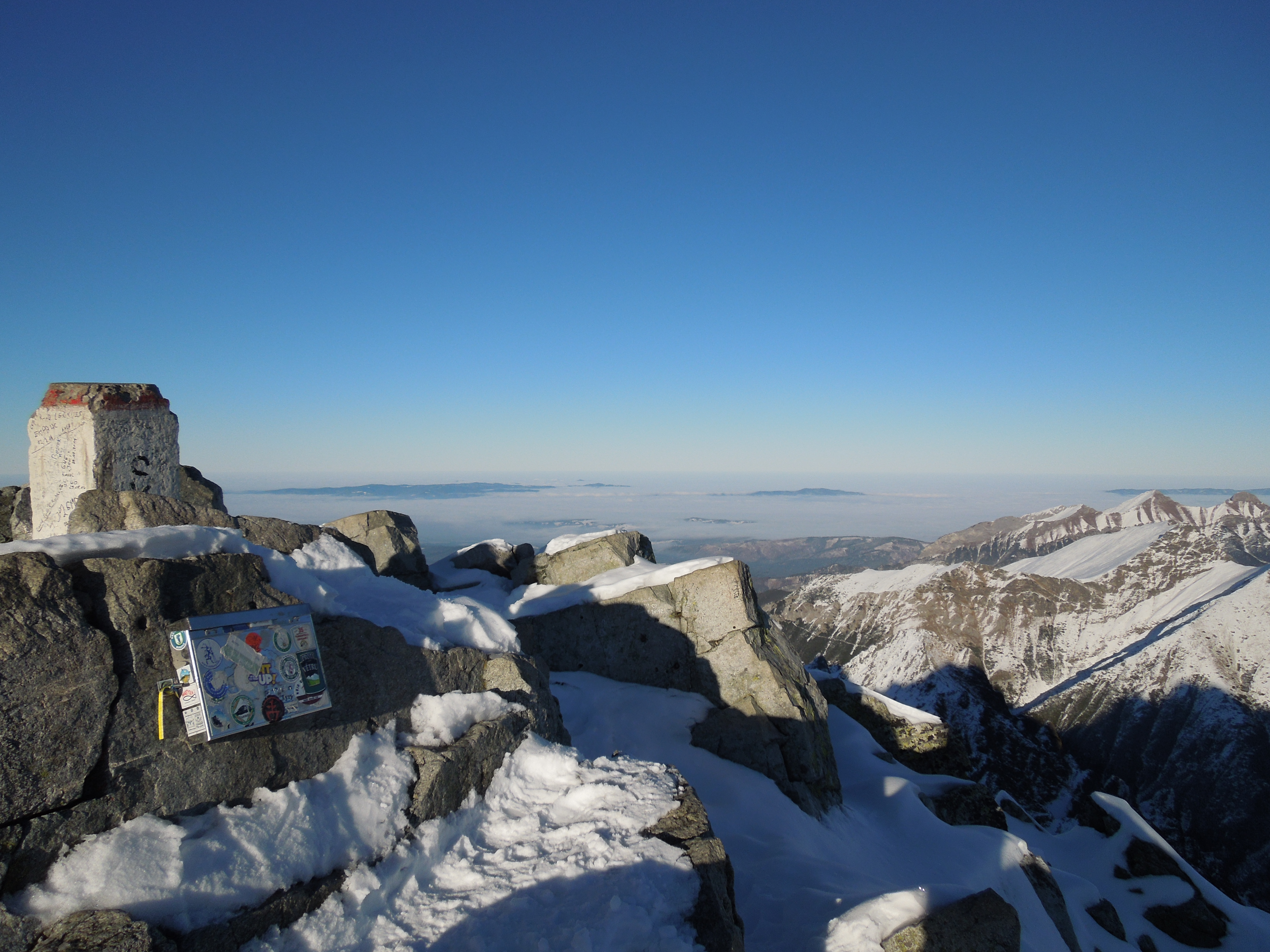
(listopad 2014)